# 長身鋸脂鯉
長身鋸脂鯉，為輻鰭魚綱脂鯉目脂鯉亞目锯脂鲤科的其中一個種。分布於南美洲亞馬遜河及奧里諾科河流域，屬於食人魚的一種，體長可達30公分，棲息在底中層水域，生活習性不明，可做為食用魚。

## 扩展阅读
維基物種上的相關：長身鋸脂鯉